# První vláda Benjamina Netanjahua
První vláda Benjamina Netanjahua byla sestavena 18. června 1996 Benjaminem Netanjahuem z Likudu. Přestože jeho aliance Likud–Gešer–Comet získala méně křesel než Strana práce, Netanjahu sestavil vládu poté, co zvítězil v historicky prvních přímých volbách premiéra v zemi a těsně porazil dosavadního premiéra Šimona Perese. Tato vláda byla první vládou, kterou po získání nezávislosti v roce 1948 sestavila osoba židovského původu narozená v Izraeli (17. vláda z let 1974–1977 byla první vládou, kterou sestavil rodilý Izraelec, ačkoli se Rabin narodil v Britském mandátu Palestina před získáním nezávislosti).
Spolu s aliancí Likud–Gešer–Comet byly ve vládě také Šas, Národní náboženská strana, Jisra'el ba-alija, Sjednocený judaismus Tóry a Třetí cesta, přičemž koalice obsadila 66 ze 120 křesel v Knesetu. Vládu podpořila, ale nepřipojila se k ní, také dvoumandátová strana Moledet. Strana Gešer opustila koalici 6. ledna 1998, ale vláda stále fungovala až do 6. července 1999, kdy Ehud Barak sestavil 28. vládu poté, co porazil Netanjahua ve volbách na post premiéra v roce 1999.

## Členové vlády
| Vláda                                        | Vláda                                                  | Vláda                     |
| Úřad                                         | Člen vlády                                             | Politická strana          |
| -------------------------------------------- | ------------------------------------------------------ | ------------------------- |
| Předseda vlády                               | Benjamin Netanjahu                                     | Likud                     |
| Místopředseda vlády                          | David Levy (do 6. ledna 1998)                          | Likud–Gešer–Comet         |
| Místopředseda vlády                          | Zevulun Hammer (do 20. ledna 1998)                     | Národní náboženská strana |
| Místopředseda vlády                          | Rafa'el Ejtan                                          | Likud–Gešer–Comet         |
| Místopředseda vlády                          | Moše Kacav                                             | Likud–Gešer–Comet         |
| Ministr zemědělství                          | Rafa'el Ejtan                                          | Likud–Gešer–Comet         |
| Ministryně komunikací                        | Limor Livnat                                           | Likud–Gešer–Comet         |
| Ministr obrany                               | Jicchak Mordechaj (do 25. ledna 1999)                  | Likud–Gešer–Comet         |
| Ministr obrany                               | Moše Arens (od 27. ledna 1999)                         | Nebyl členem Knesetu      |
| Ministr školství, kultury a sportu           | Zevulun Hammer (do 20. ledna 1998)                     | Národní náboženská strana |
| Ministr školství, kultury a sportu           | Jicchak Levy (od 25. února 1998)                       | Národní náboženská strana |
| Ministr energetiky a infrastruktury          | Jicchak Levy (do 8. července 1996)                     | Národní náboženská strana |
| Ministr energetiky a infrastruktury          | Ariel Šaron (od 8. července 1996)                      | Likud–Gešer–Comet         |
| Ministr životního prostředí                  | Rafa'el Ejtan                                          | Likud–Gešer–Comet         |
| Ministr financí                              | Dan Meridor (do 20. června 1997)                       | Likud–Gešer–Comet         |
| Ministr financí                              | Benjamin Netanjahu (20. červen – 9. červenec 1997)     | Likud–Gešer–Comet         |
| Ministr financí                              | Ja'akov Ne'eman (9. červenec 1997 – 18. prosinec 1998) | Nebyl členem Knesetu      |
| Ministr financí                              | Benjamin Netanjahu (18. prosinec 1998 – 23. únor 1999) | Likud–Gešer–Comet         |
| Ministr financí                              | Me'ir Šitrit (od 23. února 1999)                       | Likud–Gešer–Comet         |
| Ministr zahraničních věcí                    | David Levy (do 6. ledna 1998)                          | Likud–Gešer–Comet         |
| Ministr zahraničních věcí                    | Ariel Šaron (od 13. října 1998)                        | Likud–Gešer–Comet         |
| Ministr zdravotnictví                        | Cachi Hanegbi (do 12. listopadu 1996)                  | Likud–Gešer–Comet         |
| Ministr zdravotnictví                        | Jehošua Maca (od 12. listopadu 1996)                   | Likud–Gešer–Comet         |
| Ministr bydlení a výstavby                   | Benjamin Netanjahu                                     | Likud–Gešer–Comet         |
| Ministr absorpce imigrantů                   | Juli-Joel Edelstein                                    | Jisra'el ba-alija         |
| Ministr průmyslu a obchodu                   | Natan Šaransky                                         | Jisra'el ba-alija         |
| Ministr vnitra                               | Eli Suisa                                              | Nebyl členem Knesetu      |
| Ministr vnitřní bezpečnosti                  | Avigdor Kahalani                                       | Třetí cesta               |
| Ministr spravedlnosti                        | Ja'akov Ne'eman (do 10. srpna 1996)                    | Nebyl členem Knesetu      |
| Ministr spravedlnosti                        | Benjamin Netanjahu (10. srpen – 4. září 1996)          | Likud–Gešer–Comet         |
| Ministr spravedlnosti                        | Cachi Hanegbi (od 4. září 1996)                        | Likud–Gešer–Comet         |
| Ministr práce a sociální péče                | Eli Jišaj                                              | Šas                       |
| Ministr náboženských věcí                    | Benjamin Netanjahu (do 7. srpna 1996)                  | Likud–Gešer–Comet         |
| Ministr náboženských věcí                    | Eli Suisa (7. srpen 1996 – 12. srpen 1997)             | Nebyl členem Knesetu      |
| Ministr náboženských věcí                    | Benjamin Netanjahu (12.–22. srpen 1997)                | Likud–Gešer–Comet         |
| Ministr náboženských věcí                    | Zevulun Hammer (22. srpen 1997 – 20. leden 1998)       | Národní náboženská strana |
| Ministr náboženských věcí                    | Benjamin Netanjahu (20. leden – 25. únor 1998)         | Likud–Gešer–Comet         |
| Ministr náboženských věcí                    | Jicchak Levy (25. únor – 13. září 1998)                | Národní náboženská strana |
| Ministr náboženských věcí                    | Eli Suisa (od 13. září 1998)                           | Nebyl členem Knesetu      |
| Ministr vědy a technologie                   | Micha'el Ejtan (do 13. července 1998)                  | Likud–Gešer–Comet         |
| Ministr vědy a technologie                   | Silvan Šalom (od 13. července 1998)                    | Likud–Gešer–Comet         |
| Ministr turismu                              | Moše Kacav                                             | Likud–Gešer–Comet         |
| Ministr dopravy                              | Jicchak Levy (do 25. února 1998)                       | Národní náboženská strana |
| Ministr dopravy                              | Ša'ul Jahalom (od 25. února 1998)                      | Národní náboženská strana |
| Ministr bez portfeje                         | Ša'ul Amor (od 20. ledna 1999)                         | Likud–Gešer–Comet         |
| Ministr pro záležitosti izraelských Arabů    | Moše Kacav                                             | Likud–Gešer–Comet         |
| Náměstek ministra při úřadu předsedy vlády   | Jig'al Bibi (do 7. srpna 1996)                         | Národní náboženská strana |
| Náměstek ministra při úřadu předsedy vlády   | Micha'el Ejtan (od 13. července 1998)                  | Likud                     |
| Náměstek ministra obrany                     | Silvan Šalom                                           | Likud                     |
| Náměstek ministra školství, kultury a sportu | Moše Peled (do 20. ledna 1998)                         | Likud–Gešer–Comet         |
| Náměstek ministra školství, kultury a sportu | Moše Peled (28. leden – 2. listopad 1998)              | Likud–Gešer–Comet         |
| Náměstek ministra školství, kultury a sportu | Eli'ezer Sandberg                                      | Likud–Gešer–Comet         |
| Náměstek ministra financí                    | David Magen (do 20. května 1997)                       | Likud–Gešer–Comet         |
| Náměstek ministra zdravotnictví              | Šlomo Benizri                                          | Šas                       |
| Náměstek ministra bydlení a výstavby         | Me'ir Poruš                                            | Sjednocený judaismus Tóry |
| Náměstek ministra náboženských věcí          | Arje Gamli'el (13.–22. srpen 1998)                     | Šas                       |
| Náměstek ministra náboženských věcí          | Jig'al Bibi (13. srpen 1996 – 20. leden 1998)          | Národní náboženská strana |
| Náměstek ministra náboženských věcí          | Arje Gamli'el (24. srpen 1997 – 20. leden 1998)        | Šas                       |
| Náměstek ministra náboženských věcí          | Jig'al Bibi (od 25. ledna 1998)                        | Národní náboženská strana |
| Náměstek ministra náboženských věcí          | Arje Gamli'el (od 25. ledna 1998)                      | Šas                       |